# Kacper Kłos
Kacper Kłos (ur. 16 lutego 1998) – polski sztangista. Wicemistrz Europy seniorów w kategorii do 85 kg (2018). Medalista mistrzostw kraju.

## Życiorys
W 2015 wziął udział w mistrzostwach świata juniorów młodszych, zajmując w kategorii do 77 kg 7. lokatę. W tym samym roku wystartował także w mistrzostwach Europy w tej grupie wiekowej, zajmując w tej samej kategorii wagowej 5. miejsce. W 2016 w mistrzostwach Europy juniorów uplasował się na 9. miejscu w kategorii do 85 kg. W 2017 zdobył srebrny medal mistrzostw Polski seniorów w kategorii do 85 kg.
W marcu 2018, debiutując w międzynarodowej imprezie mistrzowskiej w rywalizacji seniorów, zdobył srebrny medal mistrzostw Europy w dwuboju w kategorii do 85 kg, zdobywając również tzw. „małe medale” w rwaniu (srebro) i podrzucie (brąz).